# Дін Кунц
Дін Рей Кунц (англ. Dean Ray Koontz; 9 липня 1945, Пенсільванія, США) — американський письменник у жанрі містики, трилеру та жахів. Багато його книжок потрапили у список бестселерів Нью-Йорк таймс. В ранні роки своєї творчості писав під декількома псевдонімами: Девід Акстон (англ. David Axton), Лі Ніколас (англ. Leigh Nichols), Браян Кофей (англ. Brian Coffey) та ін. Згідно з даними його офіційного сайту, він продав понад 450 млн примірників книг.

## Біографія
Дін Кунц народився 9 липня 1945 року у містечку Еверетт (Пенсільванія). За його словами, в дитинстві його регулярно бив батько алкоголік, що вплинуло на його подальшу творчість.. Будучи в університеті, він виграв змагання з написання художньої літератури за спонсорством одного з американських журналів. Після закінчення університету в 1967 році почав працювати вчителем з англійської мови.
У вільний час він написав свій перший роман «Зоряний квест» (англ. Star Quest), що був опублікований у 1968 році. Після цього він ще написав з дюжину романів в стилі наукової фантастики.
В 1970 році Дін Кунц перекинувся на написання трилерів та жахів. Деякі книги він видавав під своїм іменем, а деякі під рядом псевдонімів. Використовувати псевдоніми його переконали деякі видавці. Багато з ранніх творів, Кунц заборонив перевидавати мотивуючи це тим, що збирається їх переробити, але до сих пір переробив лише декілька.
В 1973 році виходить книга «Диявольське сім'я» (англ. Demon Seed), що після виходу одноіменного фільму в 1977 році стає його першим бестселером. Протягом року було продано понад мільйон екземплярів. Ряд наступних його книг також стають бестселерами і до Кунца приходить визнання, слава та фінансова стабільність.

### Романи

#### Романи поза серією
- Star Quest — Мутанти (= Зоряний пошук) (1968)
- The Fall of the Dream Machine — Виклик смерті (= Шоу смерті / Закат машини снів / Казино Смерті) (1969)
- Fear That Man — Людина страху (1969)
- Anti-man — антилюдина (1970)
- Beastchild — звіря (= Вісник смерті) (1970)
- The Dark Symphony — Симфонія темряви (1970)
- Hell's Gate — Шлях з пекла (= Брами пекла) (1970)
- The Crimson Witch — Багрова відьма (1971)
- Demon Child — Дитина-демон (1971) (writing as Deanna Dwyer)
- Legacy Of Terror — Спадщина страху (1971) (writing as Deanna Dwyer)
- A Darkness in My Soul — Душа темряви (1972)
- The Flesh in the Furnace — Кукольник (1972)
- Starblood — Зоряна кров (1972)
- Warlock — Ясновидець (1972)
- Children of the Storm — Діти бурі (1972) (writing as Deanna Dwyer)
- The Dark Of Summer — Тьма літа (1972) (writing as Deanna Dwyer)
- Chase — Чейз (= Погоня) (1972) (writing as KR Dwyer)
- Dance With The Devil — Танець з дияволом (1972) (writing as Deanna Dwyer)
- The Haunted Earth — Земля примар (1973)
- A Werewolf Among Us — Перевертень серед нас (1973)
- Hanging on — Повешение (1973)
- Demon Seed — Диявольське сім'я (1973)
- Shattered — Зневірений (= Позначений смертю) (1973) (writing as KR Dwyer)
- After the Last Race (1974)
- Dragonfly (1975) (writing as K R Dwyer)
- Nightmare Journey (1975)
- Invasion (1975) (writing as Aaron Wolfe)
- The Long Sleep (1975) (writing as John Hill)
- Night Chills — Нічний кошмар (1976)
- Prison of Ice — Крижана в'язниця (1976) (writing as David Axton)
- Time Thieves (1977)
- The Vision (1977)
- The Face of Fear — Особа страху (1977) (writing as KR Dwyer)
- The Key to Midnight (1979) (writing as Leigh Nichols)
- The Voice of the Night (1980)
- The Funhouse (1980)
- Whispers — Шерехи (1980)
- The Mask — Маска (1981)
- The Eyes of Darkness — Очі темряви (1981)
- The House of Thunder — Будинок грому (1981)
- Phantoms — Фантоми (1983)
- Darkness Comes (пізніше назва Darkfall) — Зішестя темряви (1984)
- The Servants of Twilight — Сутінки (1984)
- The Door to December — Двері в грудень (1985)
- Twilight Eyes — Сутінковий погляд (1985)
- Strangers — Незнайомці (1986)
- Watchers — Хранителі (1987)
- Shadow Fires — Примарні вогні (1987)
- Lightning — Блискавка (1988)
- Midnight — Північ (1989)
- The Bad Place — Погане місце (1990)
- Hideaway — Лігво (1992)
- Mr. Murder — Містер Вбивця (1993)
- Dragon Tears — Сльози дракона (1993)
- Winter Moon — Зимова місяць (1994)
- Dark Rivers of the Heart — Темні річки серця (1994)
- Icebound (1995)
- Strange Highways — Невідомі дороги (1995)
- Intensity — Зачарований кров'ю (1996)
- Ticktock — Тік-Так (1996)
- Sole Survivor — Єдиний вижив (1997)
- False Memory — Хибна пам'ять (1999)
- From the Corner of His Eye — Краєм ока (2000)
- One Door Away from Heaven — До раю подати рукою (2001)
- By the Light of the Moon — При світлі Місяця (2002)
- The Face — Особа в дзеркалі (2003)
- The Taking (2004)
- Life Expectancy (2004)
- Velocity — Швидкість (2005)
- The Husband (2006)
- The Good Guy — Славний хлопець (2007)
- The Darkest Evening of the Year — Самий темний вечір у році (2007)
- Your Heart Belongs to Me — Твоє серце належить мені (2008)
- Relentless (2009)
- What the Night Knows (2010)
- 77 Shadow Street (2011)

#### Дивний Томас
- Дивний Томас / Odd Thomas (2003)
- Казино Смерті / Forever Odd (2005)
- Брат Томас (Демони пустелі, або Брат Томас) / Brother Odd (2006)
- Ніч Томаса / Odd Hours (2008)
- Апокаліпсис Томаса / Odd Apocalypse (2012)
- Доля Томаса, або Наввипередки зі смертю / Deeply Odd (2013)
- Saint Odd — не опубліковано

#### Мунлайт-Бей / Крістофер Сноу
- Той, хто живе в ночі / Fear Nothing (1998)
- Скутий вночі / Seize the Night (1998)
- Ride the Storm — не опубліковано

#### Франкенштейн Діна Кунца
Участь у міжавторській серії «Франкенштейн Діна Кунца» (Dean Koontz's Frankenstein)
- Франкенштейн. Блудний син / Dean Koontz's Frankenstein: Prodigal Son (2005) / / Співавтор: Кевін Андерсон
- Франкенштейн. Місто ночі / Dean Koontz's Frankenstein: City of Night (2005) / / Співавтор: Ед Горман
- Франкенштейн. Мертвий і живий / Dean Koontz's Frankenstein: Dead and Alive (2009)
- Франкенштейн. Втрачені душі / Dean Koontz's Frankenstein: Lost Souls (2010)
- Франкенштейн. Мертве місто / Dean Koontz's Frankenstein: The Dead Town (2011)

### Есе та передмови
- «Of Childhood» (Reflector, 1966)
- «Ibsen's Dream» (Reflector, 1966)
- Introduction to Great Escapes: New Designs for Home Theaters by Theo Kalomirakis (October 15, 2003)
- Foreword to Love Heels: Tales from Canine Companions for Independence (October 1, 2003)

### Оповідання
- «The Kittens» (1965)
- «This Fence» (1965)
- «Some Disputed Barricade» (1966)
- «A Miracle is Anything» (1966)
- «Soft Come the Dragons» (1967)
- «Love 2005» (1967)
- «To Behold the Sun» (1967)
- «The Psychedelic Children» (1968)
- «The Twelfth Bed» (1968)
- «Dreambird» (1968)
- «In the Shield» (1969)
- «Temple of Sorrow» (1969)
- «Killerbot» (1969) {revised and re-issued in 1977 as «A Season for Freedom»}
- «Where the Beast Runs» (1969)
- «The Face in His Belly» Part One (1969)
- «Dragon In the Land» (1969)
- «The Face in His Belly» Part Two (1969)
- «Muse» (1969)
- «A Third Hand» (1970)
- «Nightmare Gang» (1970)
- «The Good Ship Lookoutworld» (1970)
- «The Mystery of His Flesh» (1970)
- «Emanations» (1970)
- «Beastchild» (1970)
- «The Crimson Witch» (1970)
- «Shambolain» (1970)
- «Unseen Warriors» (1970)
- «Bruno» (1971)
- «The Terrible Weapon» (1972)
- «Cosmic Sin» (1972)
- «Altarboy» (1972)
- «Ollie's Hands» (1972) {revised and re-issued in 1987}
- «A Mouse in the Walls of the Global Village» (1972)
- «Grayworld» (1973)
- «The Sinless Child» (1973)
- «Wake Up To Thunder» (1973)
- «Terra Phobia» (1973)
- «The Undercity» (1973)
- «We Three» (1974)
- «Night of the Storm» (1974) {re-issued as a graphic novel in 1976}
- «Down in the Darkness» (1986)
- «Weird World» (1986)
- «Snatcher» (1986)
- «The Monitors of Providence {collaboration}» (1986)
- «The Black Pumpkin» (1986)
- «The Interrogation» (1987)
- «Hardshell» (1987)
- «Miss Atilla the Hun» (1987)
- «Twilight of the Dawn» (1987)
- «Graveyard Highway» (1987)
- «Trapped» (1989) {re-issued as a graphic novel in 1992}
- «Pinkie» (1998)
- «Black River» (1999)
- «Qual Con» (2001)

## Переклади українською
- Дін Кунц. Хранителі / пер. з анг. Юрій Єфремов. — Х. : Клуб сімейного дозвілля, 2019. — 464 с. — ISBN 978-617-12-4969-1.

## Екранізації
- 1977 — Пасажири
- 1977 — Демонічне сім'я
- 1988 — Спостерігачі
- 1989 — Шорохи
- 1990 — Лице страху
- 1990 — Спостерігачі 2
- 1991 — Слуги сутінків
- 1995 — Притулок
- 1997 — Гострота відчуттів
- 1998 — Містер вбивство
- 1998 — Фантоми
- 2000 — Єдиний, хто вижив
- 2001 — Чорна ріка
- 2004 — Франкенштейн
- 2013 — Дивний Томас